# 平和大橋 (札幌市)

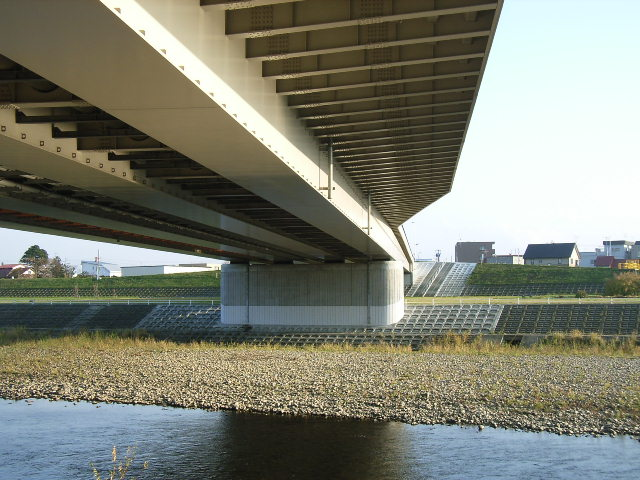
平和大橋の下部（2004年11月）

平和大橋（へいわおおはし）は、札幌市の豊平川にかかる橋。
2004年（平成16年）9月7日に開通した。

## 概要
札幌市の幹線道路である平和通の橋として苗穂地区（中央区）と菊水上町地区（白石区）を結んでいる。
中央区側に国道275号（北1条雁来通）との交差点があり、橋梁上に右左折専用車線が整備されている。
橋の名前は、札幌市が1992年（平成4年）に「札幌市平和都市宣言」を行ったこと、「平和通の橋」であること、「平和な世界が築けるよう願う」という意味が込められている。橋の両端には宣言文を刻んだ金属パネル（レリーフ）が設置され、台座には市民から寄せられた平和へのメッセージを詰めたタイムカプセルが納められている。
平和大橋の開通により、周辺の橋の交通量・混雑度が減少した。

## 周辺
- 豊平川緑地